# Haapajärvi (sjö i Finland, Södra Österbotten, lat 62,00, long 21,97)
Haapajärvi är en sjö i Finland. Den ligger i kommunen Storå i landskapet Södra Österbotten, i den sydvästra delen av landet, 260 km nordväst om huvudstaden Helsingfors. Haapajärvi ligger 83,4 meter över havet. I omgivningarna runt Haapajärvi växer i huvudsak blandskog. Arean är 51,6 hektar och strandlinjen är 3,7 kilometer lång. Sjön  ingår i Lappfjärds å huvudavrinningsområde. 